# Samsung Gear IconX
Samsung Gear IconX es un set de audífonos inalámbricos con capacidad de reproducir música y hacer un seguimiento del ejercicio físico. Posee un panel táctil que permite controlar diversas funciones del dispositivo enlazado como: el reproductor de  música o los niveles de volumen.
Cuentan con 3,5 GB de almacenamiento, que servirá para guardar música. Su batería es de 47 mAh y se carga de manera inalámbrica con el estuche que viene incluido. Su autonomía es de cerca de dos horas de uso continuo, también tienen sensores que les permiten calcular la distancia y velocidad que recorres cuando estás corriendo, e integran un sistema de guía de voz que te indican cuando alcanzas una milla de recorrido, por citar un ejemplo.
Tienen un sistema de cancelación de sonido para ofrecer una buena experiencia cuando escuchas música. Los audífonos también integran un modo de ambiente que permite que el ruido exterior ingrese para que el usuario pueda mantenerse alerta mientras utiliza el dispositivo.

## Características
- Almacenamiento de 3,5 GB
- Autonomía de hasta dos horas
- Múltiples sensores